# Drepanosticta flavomaculata
Drepanosticta flavomaculata is een libellensoort uit de familie van de Platystictidae, onderorde juffers (Zygoptera).
De wetenschappelijke naam van de soort is voor het eerst geldig gepubliceerd in 2005 door van Tol.